# Triassic Hunt
Série
Triassic World
(2018)
Pour plus de détails, voir Fiche technique et Distribution.
Triassic Hunt est un film d'horreur américain de 2021 réalisé par Gerald Rascionato. Le film a été produit par The Asylum. La distribution principale comprend Michael Paré et la scream queen Linnea Quigley.

## Synopsis
Jordan Freedman, PDG d’une entreprise qui développe des armes biologiques de toutes sortes, révèle ses derniers développements. Ce sont des dinosaures prédateurs génétiquement modifiés. Les animaux préhistoriques sont considérés comme très intelligents et presque invulnérables. Lorsque deux d’entre eux sont transportés du centre de recherche vers Los Angeles, ils parviennent à sortir de la camionnette. Le mercenaire Harrison Paul est tué alors qu’il tente d’arrêter les lézards. Luis, le chef des mercenaires, et deux employés de Freedman, la chercheuse Dr Elaine Kelso et Simone, survivent et ne peuvent que regarder les animaux chercher refuge dans une zone industrielle. Luis ordonne à ses mercenaires de se rendre sur les lieux. Un vieil entrepôt sert de base à partir de laquelle Luis coordonne ses mercenaires. L’équipe est censée empêcher les dinosaures d’entrer dans une zone résidentielle et de provoquer un carnage.
L’épéiste Nick Gibson et le tireur d'élite Gordon Berkely forment une équipe. Joy Harland, Deacon Forrester (peu fiable et casse-cou) et le maître des explosifs Karl Manovich forment la deuxième équipe. La première équipe est bientôt prise en embuscade par les allosaures, mais parvient à s’échapper. La deuxième équipe est attaquée par les allosaures, qui tuent Deacon. Pendant ce temps, Simone contacte Freedman. Cela lui permet de filmer et de diffuser le combat, comme une sorte de présentation pour les acheteurs potentiels. Les lézards sont censés s’imposer contre les mercenaires, afin de vendre les marchandises relativement chères aux parties intéressées. Il devient vite clair que l’évasion des dinosaures n’était en aucun cas un accident, mais Freedman avait délibérément fait libérer les lézards.
Après que les dinosaures ont survécu au premier engagement, il est décidé que Karl doit préparer un piège. Avant qu’il ne puisse terminer son travail, cependant, il est déchiqueté par un allosaure. Au cours des événements, il devient clair que les deux allosaures ont pondu un œuf. C’est le Dr Kelso, et non Simone, qui est responsable de l’éclosion. Elle veut faire ses preuves et présenter les résultats de ses recherches. Quand l’un des allosaures est tué, elle tire sur Luis et Simone afin d’atteindre son but. Pendant ce temps, des drones sont envoyés sur les lieux, ce qui risque de causer des dommages incroyables à la population civile. Pour que le Dr Kelso arrête les drones, Joy la fait chanter avec l’œuf. Nick profite de la confrontation, et se faufile secrètement jusqu’au Dr. Kelso pour la désarmer. L’allosaure restant la mange peu de temps après et blesse mortellement Nick. Après que Gordon a réussi à distraire l’allosaure, Joy parvient à l’attirer dans le piège explosif et à le tuer.

## Distribution
- Michael Paré : Jordan Freedman
- Linnea Quigley : Simone
- Ramiro Leal : Luis
- Kristie Krueger : Dr. Elaine Kelso
- Sienna Farall : Joy Harland
- William Jeon : Nick Gibson
- Kevin Keeling : Gordon Berkely
- Todd Karner : Karl Manovich
- Sam Schweikert : Deacon Forrester
- Mike Ferguson : Harrison Paul
- Tammy Klein : Dr. Carlin
- Lynda Lopez : Computer (voix)[1]

## Production

### Tournage
Le film a été tourné à Los Angeles.

## Contexte
Le film est une suite de Triassic World de 2018. De nombreux flashbacks sur Triassic World ont été incorporés dans le film,. Michael Paré, qui est l’acteur principal, incarnait déjà en 2018, dans Battle Drone, un homme d'affaires criminel qui vendait des machines de combat en utilisant des méthodes douteuses.
Il est sorti aux États-Unis le 29 janvier 2021. En Allemagne, le film est sorti le 24 septembre 2021. Le film a été présenté en première gratuite à la télévision allemande le 7 juin 2022 sur Tele 5.

## Accueil

### Réception critique
Filmdienst décrit « Un film d’horreur trash avec des effets spéciaux à moitié passables, mais une richesse de clichés, de personnages en bois et de scènes de dialogue ennuyeuses qui empêchent toute possibilité de suspense. »
TV Spielfilm s’indigne « Quelle poubelle de lézard préhistorique boiteuse. »
Actionfreunde voit également des parallèles avec Battle Drone en raison du casting avec Michael Paré et le décrit comme « la chose la plus intéressante du film ». Les effets spéciaux numériques sont classés comme « utilisables », les acteurs comme « moches ». Enfin, il est jugé par le site que « Triassic Hunt n’est quelque chose que pour les masochistes fans de films poubelles ».
Nerdly trouve que la représentation des allosaures est la meilleure animation CGI de The Asylum à ce jour.
Dans l’Internet Movie Database, le film a une note de 2,4 étoiles sur 10,0 possibles (au 30 mai 2022) avec plus de 277 votes.